# Platydecticus
Platydecticus is een geslacht van rechtvleugeligen uit de familie sabelsprinkhanen (Tettigoniidae). De wetenschappelijke naam van dit geslacht is voor het eerst geldig gepubliceerd in 1951 door Lucien Chopard.

## Soorten
Het geslacht Platydecticus omvat de volgende soorten:
- Platydecticus angustifrons Chopard, 1951
- Platydecticus darwini Rentz & Gurney, 1985
- Platydecticus gubernaculus Rentz & Gurney, 1985
- Platydecticus hubbelli Rentz & Gurney, 1985
- Platydecticus mammantus Rentz & Gurney, 1985
- Platydecticus manacus Rentz & Gurney, 1985
- Platydecticus onax Rentz & Gurney, 1985
- Platydecticus pheroxiphus Rentz & Gurney, 1985
- Platydecticus philopenus Rentz & Gurney, 1985
- Platydecticus primnocaudus Rentz & Gurney, 1985
- Platydecticus robertsi Rentz & Gurney, 1985
- Platydecticus rupicolus Rentz & Gurney, 1985
- Platydecticus sagariferus Rentz & Gurney, 1985
- Platydecticus simplex Rentz & Gurney, 1985
- Platydecticus tumidiplatus Rentz & Gurney, 1985